# Wheeling University
Die Wheeling University, 1996 bis 2019 Wheeling Jesuit University genannt, ist eine Privatuniversität in römisch-katholischer Trägerschaft mit Sitz in Wheeling, West Virginia, USA.

## Historisches
Die Hochschule wurde 1954 durch den Jesuitenorden als Wheeling College gegründet. Sie nahm 1955 mit einem Lehrpersonal von 12 Jesuitenpriestern und vier weltlichen Professoren den Unterricht auf. 1987 wurde die Universität umfirmiert in Wheeling Jesuit College. 1996 erhielt sie den Status einer Universität und wurde in Wheeling Jesuit University umbenannt. Sie war Mitglied der Association of Jesuit Colleges and Universities. 2019 beendete die Hochschule ihre Zugehörigkeit zu den Jesuiten und nannte sich dementsprechend in Wheeling University um.

## Zahlen zu den Studierenden und den Dozenten
Im Herbst 2021 waren 700 Studierende an der WU eingeschrieben. Davon strebten 599 (85,6 %) ihren ersten Studienabschluss an, sie waren also undergraduates. Von diesen waren 38 % weiblich und 62 % männlich; 2 % bezeichneten sich als asiatisch, 17 % als schwarz/afroamerikanisch, 3 % als Hispanic/Latino, 40 % als weiß und weitere 11 % kamen aus dem Ausland. 101 (14,4 %) arbeiteten auf einen weiteren Abschluss hin, sie waren graduates. Es lehrten 56 Dozenten an der Universität, davon 20 in Vollzeit und 36 in Teilzeit.
2009 waren es 1200 Studierende. 2014 waren 1619 Personen eingeschrieben, davon 1180 Bachelorstudenten und 439 Masterstudenten.

## Sport
Die Sportgruppe der Universität nennt sich WU Cardinals und tritt als Mitglied der Mountain East Conference in der NCAA Division II an.

## Persönlichkeiten
- John Beilein (* 1953), Basketballtrainer, 1971 bis 1975 Spieler im Team des Wheeling Colleges
- Remy Munasifi, (* 1980), Stand-up-Comedian und Musiker[7]
- Tim Murphy (* 1952), Politiker, 2003 bis 2017 im US-Repräsentantenhaus, Bachelorabschluss am Wheeling Jesuit College